# Erebus destrigata
Erebus destrigata là một loài bướm đêm trong họ Erebidae.